# Zizula gaika
Zizula gaika är en fjärilsart som beskrevs av Henry Trimen 1862. Zizula gaika ingår i släktet Zizula och familjen juvelvingar. Inga underarter finns listade i Catalogue of Life.

## Bildgalleri

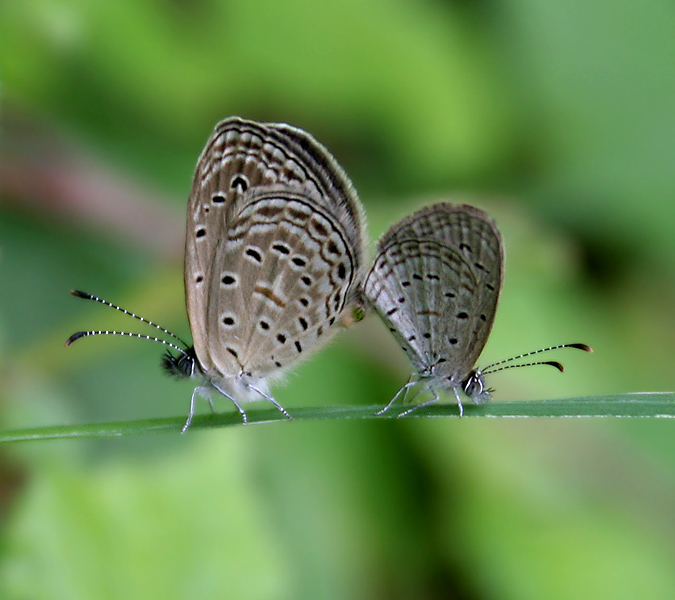
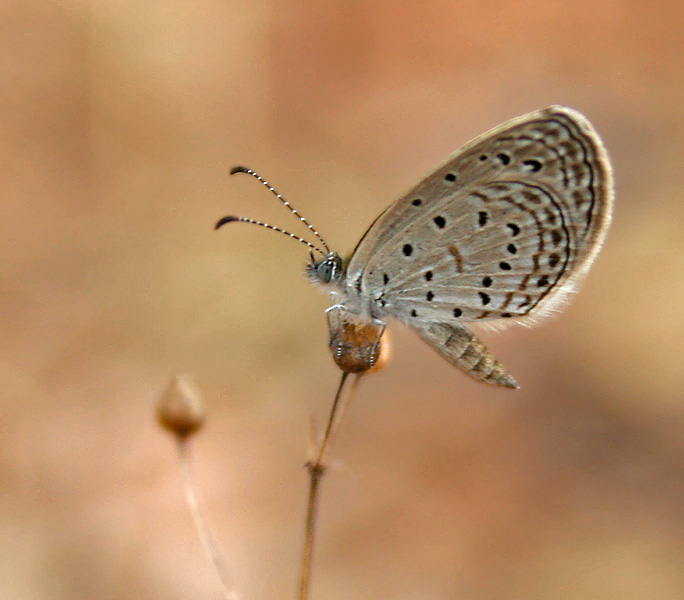
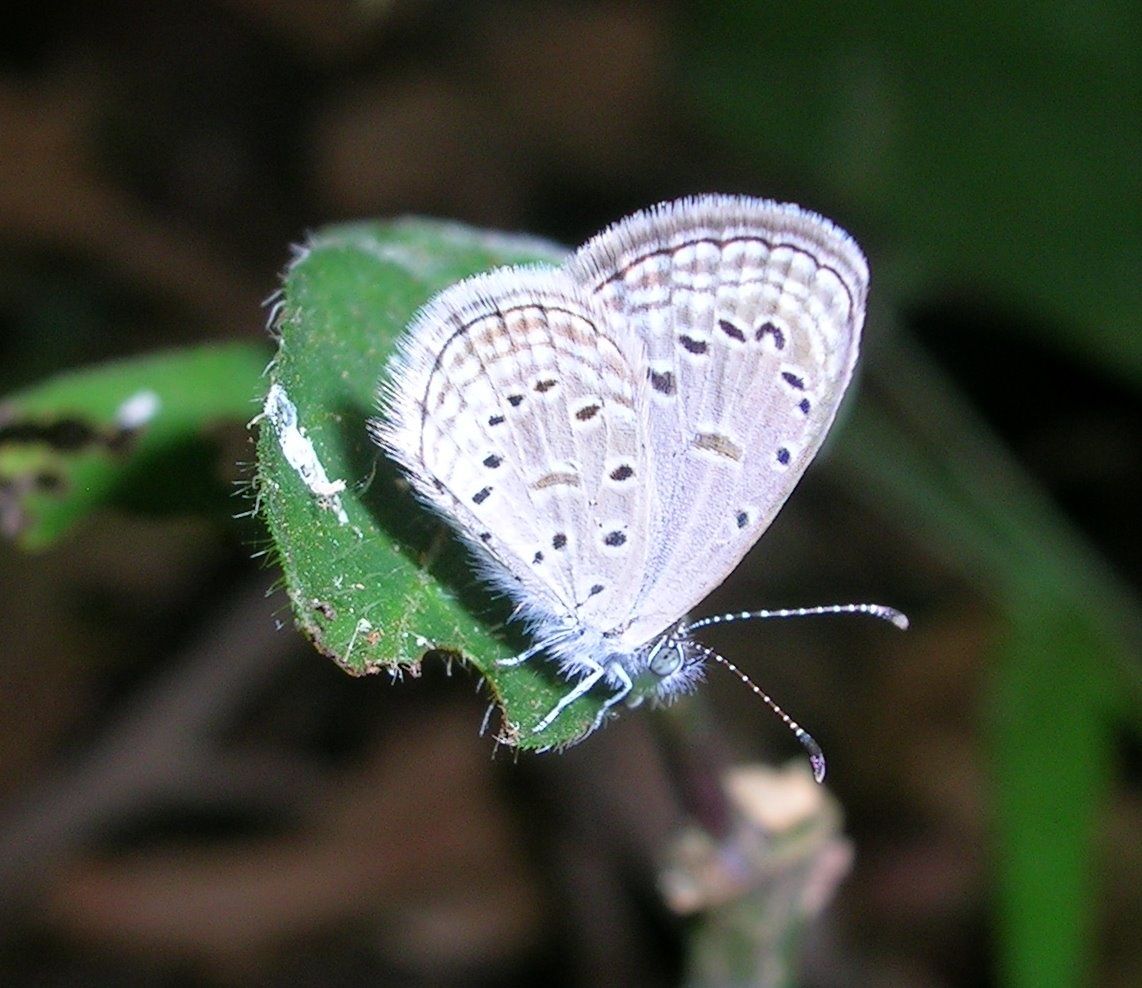
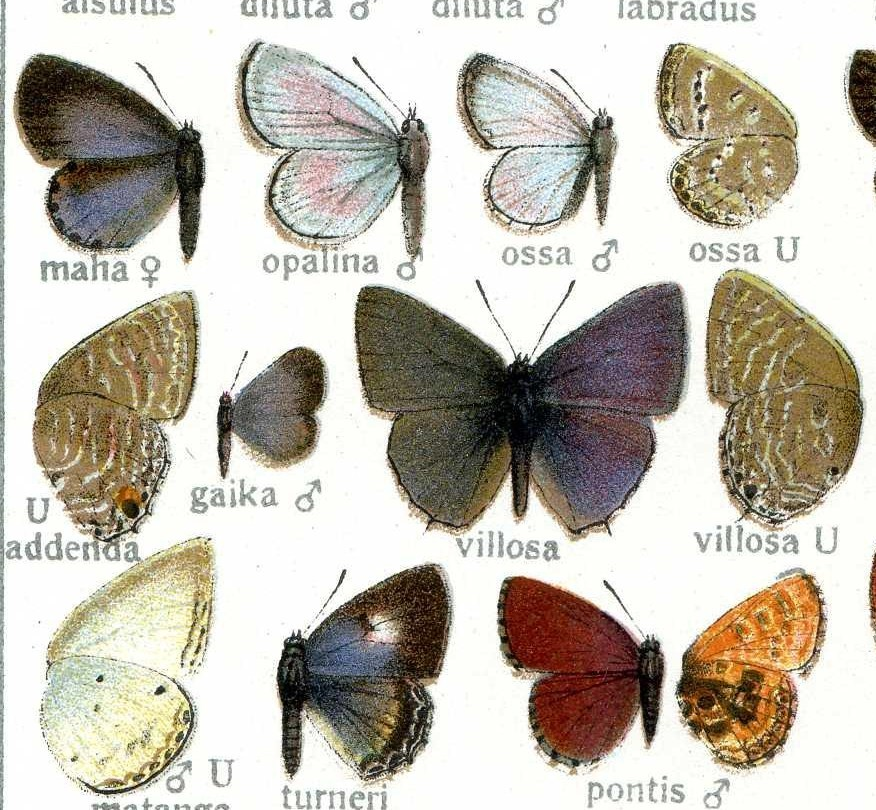
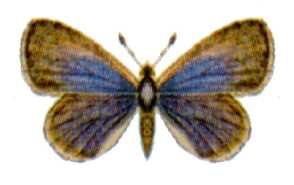
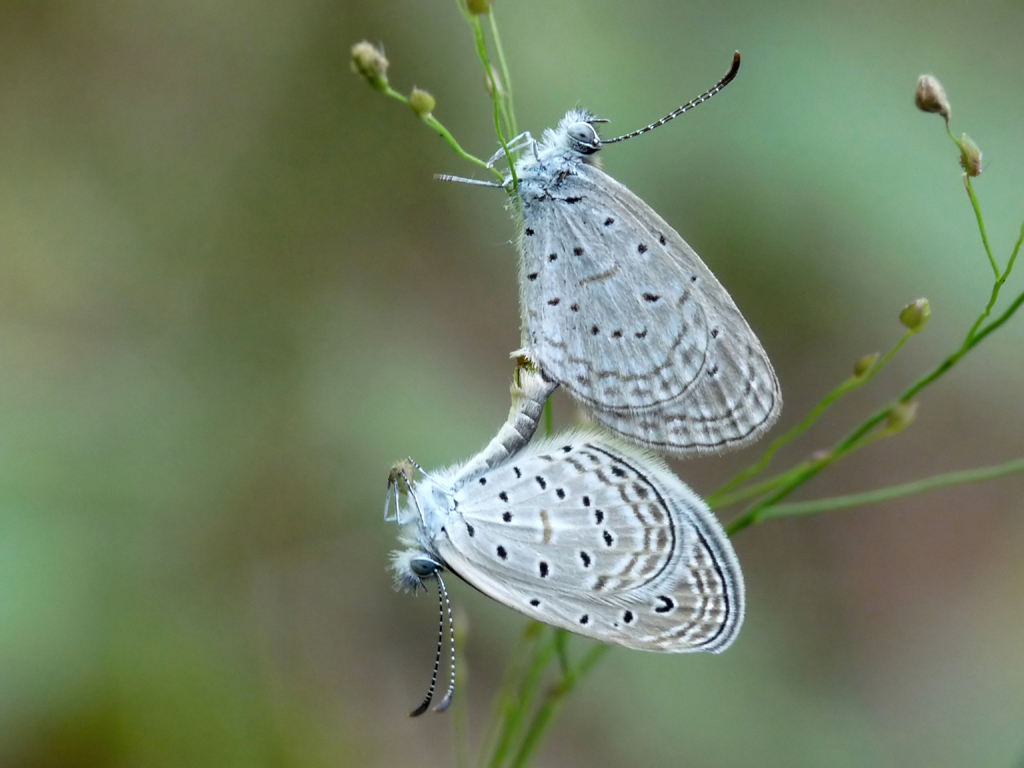